# Кіну (крейсер)
Кіну (Kinu, яп. 鬼怒) – легкий крейсер Імперського флоту Японії, який взяв участь у Другій Світовій війні.
Корабель, який належав до крейсерів типу «Наґара», спорудили у 1922 році на верфі компанії Kawasaki у Кобе.
Станом на осінь 1941 року Кіну був флагманським кораблем 4-ї ескадри підводних човнів. 26 листопада крейсер разом з двома дивізіями своєї ескадри прибув у порту Самах (китайський острів Хайнань). 4 грудня кораблі вийшли з Самаху до визначених їм районів у Південнокитайському морі, де підводні човни разом з субмаринами інших підрозділів мали сформувати патрульну лінію поблизу півострова Малакка (на останній планувалось висадити десант в той же день, коли ударне авіаносне з’єднання атакує Перл-Гарбор), тоді як Кіну зайняв позицію на південний схід від острова Пуло-Кондоре (наразі Коншон, неподалік від південного завершення В’єтнаму). Після опівдня 9 грудня Кіну отримав від одного з човнів іншої ескадри повідомлення про виявлення двох ворожих лінкорів. Хоча через погану якість зв’язку сигнал надійшов із затримкою на 1,5 години, проте інформація допомогла організувати повітряну атаку, яка 10 грудня завершилась потопленням зазначених британських кораблів (можливо відзначити, що цей же сигнал прийняли та ретранслювали ще один легкий крейсер та наземний вузоз зв’язку у Сайгоні).
Після нейтралізації головної загрози зі сторони сінгапурської ескадри Кіну попрямував до затоки Камрань (узбережжя центрального В’єтнаму). 13 грудня 1941-го разом з важким крейсером він вийшов звідси для супроводу Другого Малайського конвою, що віз підкріплення до півострова Малакка (додаткове прикриття забезпечував загін із 2 важких крейсерів у ескорті 2 есмінців). Висадка розпочалась в ніч на 17 грудня та пройшла без ускладнень.
22 грудня 1941-го з Мірі (захоплений 16 грудня центр нафтової промисловості на північно-східному узбережжі Борнео) рушив конвой транспортів для висадки у Кучинзі (інший центр нафтовидобутку на тому ж узбережжі Борнео за кілька сотень кілометрів на південний захід від Мірі), при цьому Кіну приєднався до загону дистанційного прикриття, який включав 2 важкі крейсери та 2 есмінці. Висадка в Кучінгу відбулась в ніч на 24 грудня, а 26 грудня Кіну прибув до Камрані.
5 січня 1942-го Кіну вийшов з Камрані для участі у охороні Третього Малайського конвою, який складався із 56 транспортів, що мали доправити підкріплення на півострів Малакка та до Бангкоку (всього ескорт цього загону включав ще один легкий крейсер та 14 есмінців). 8 січня Третій Малайський прибув до Сінгори (наразі Сонгкхла) в одній з найпівденніших провінцій Сіаму поблизу кордону з британською Малаєю, а 9 січня Кіну повернувся у Камрань. 16 – 19 січня 1942-го Кіну виходив з цієї бази у складі великого з’єднання, яке включало ще 2 легких та 5 важких крейсерів. Такі дії пояснювались отриманням японським командуванням хибних даних про прибуття до Сінгапуру чергового британського лінкора.
29 січня 1942-го Кіну вирушив з Камрані для супроводу конвою, який мав доправити персонал та матеріали для облаштування авіабази у Ледо на заході острова Борнео (у цій місії також задіяли щонайменше 2 есмінця). 11 лютого крейсер повернувся у Камрань (два есмінця відбули з Борнео 9 лютого на острови Анамбас).
17 – 24 лютого 1942-го Кіну супроводив з Камрані до затоки Старінг-Бей (південно-східний півострів острова Целебес) плавучу базу підводних човнів 4-ї ескадри «Нагоя-Мару». Того ж 24 лютого Кіну вийшов зі Старінг-Бей до Макассару (південно-західний півострів Целебесу). 27 лютого він отримав наказ вийти разом з двома есмінцями для підсилення захисту конвою транспортів, що віз війська для висадки на сході острова Ява. Останній вже охороняло 2 важкі і 2 легкі крейсери та 16 есмінців, проте саме 27 лютого майже всі вони рушили проти союзної ескадри, яка наважилась вийти з Яви. Біля опівдня 28 лютого загін Кіну дістався до транспортів, які на той час вже могли рухатись уперед, оскільки битва у Яванському морі завершилась розгромом союзників. В ніч на 1 березня відбулась висадка на Яві біля Крагану, при цьому три нідерландські торпедні катери невдало атакували Кіну. Того ж 1 березня крейсер отримав незначні пошкодження при авіанальоті, загинуло 3 члени екіпажу. 2 березня по Кіну випустили 4 торпеди з американського підводного човна S-38, проте жодна не потрапила у ціль, а 6 числа крейсер прибув до Старінг-Бей.
З 10 березня 1942-го Кіну належав до 16-ї дивізії крейсерів.  У другій половині місяця він перейшов до Макасару (південно-західний півострів острова Целебес), а 28 березня прибув на острів Амбон (Молуккські острова), де збирався загін для окупації нідерландської частини острова Нова Гвінея. 29 березня Кіну разом з двома есмінцями рушили з Амбону на схід та провели в поході майже місяць, відвідавши численні пункти новогвінейського узбережжя, так що лише 26 квітня крейсер прибув до Макассару. 28 числа Кіну вийшов звідси, з 29 квітня по 1 травня перебував у Сурабаї (східна частина острова Ява), а потім вирушив до Японії і 10 травня прибув до Куре для ремонту, який тривав по 5 червня.
5 – 11 червня 1942-го Кіну перейшов до острова Таракан (центр нафтовидобутку біля північно-східного узбережжя Борнео). Протягом майже двох місяців крейсер ніс службу у Індонезії, де відвідав Сурабаю, Батавію (наразі Джакарта, західна частина Яви), Банджермасін (південно-східна частина Борнео), Макассар. 27 липня Кіну прибув до Сінгапура, а 28 – 31 липня прослідував через Сабанг (острівець у північного завершення Суматри) до південнобірманського порту Мергуй (наразі М’єй на східному узбережжі Андаманського моря), де збиралось крейсерське з’єднання для рейду до Індійського океану. Втім, 7 серпня союзники висадились на сході Соломонових островів, що започаткувало шестимісячну битву за Гуадалканал та змусило японське командування перекидати сюди підкріплення. Рейд скасували і більшість зібраних у Мергуй кораблів вирушила на схід до Океанії. Кіну залишився у Південно-Східній Азії та в наступний місяць відвідав тут Сабанг, Пенанг (важлива база на заході півострова Малакка),  Сінгапур, Сурабаю, Кендарі (південно-східний півострів острова Целебес), Старінг-Бей, Макассар.
9 – 11 вересня 1942-го Кіну перебував у Сурабаї, де прийняв на борт 350 бійців японської армії, частину протитанкової батареї та полкової артилерійської батареї; та 12 вересня прибув до Батавії, звідки наступної доби вирушив у складі першого ешелону конвою з підкріпленнями для операцій у Меланезії. 20 вересня крейсер прибув до Рабаула (головна передова база в архіпелазі Бісмарка, з якої здійснювались операції на Соломонових островах та сході Нової Гвінеї), а 21 – 22 вересня перейшов звідси до якірної стоянки Шортленд (прикритп групою невеликих островів Шортленд акваторія біля південного завершення острова Бугенвіль, де зазвичай відстоювались бойові кораблі та перевалювались вантажі для подальшої відправки далі на схід Соломонових островів), де висадив доставлені війська. Того ж 22 вересня Кіну вирушив з Шортленду та 29 вересня прибув до Балікпапану (ще один центр нафтовидобутку на східному узбережжі Борнео).
Протягом наступних десяти місяців Кіну ніс службу у Південно-Східній Азії, де відвідав (деякі не по одному разу) Сурабаю, Купанг (острів Тимор), Макассар, Балікпапан, Амбон, Фак-Фак (західне узбережжя Нової Гвінеї), Таракан, Батавію. У другій половині листопада – на початку грудня Кіну разом зі ще двома крейсерами готувався до відбиття десанту на Тимор (японське командування отримало хибну інформацію про це від італійської розвідки), а з 3 по 19 січня 1943-го пройшов ремонт у Сінгапурі.
22 – 24 січня 1943-го Кіну прослідував до Макассару для допомоги легкому крейсеру "Наторі", який перед тим був пошкоджений підводним човном та авіацією. 27 – 31 січня крейсери перейшли до Сінгапуру, де Наторі став на ремонт. Наприкінці лютого Кіну разом з іншим легким крейсером «Кума» доставив війська на Нову Гвінею до Каймана (південно-західне узбережжя) та Кабуй на острові Вайгео (біля північно-західного завершення Нової Гвінеї). З 27 квітня по 14 травня Кіну сам пройшов ремонт у Сінгапурі, а на початку червня крейсер здійснив ще один рейс для доставки військ -на Нову Гвінею, на цей раз до Бабо (у глибині затоки Бінтуні), після чого також висадив війська у Була (острів Серам) та побував на острові Бачан (біля південно-західного завершення значно більшого острова Хальмахера).
23 червня 1943-го під час перебування у Макассарі Кіну та ще 3 легкі крейсери були атаковані ворожими бомбардувальниками, проте отримали лише незначні пошкодження від близьких розривів. 25 червня Кіну прибув до Сурабаї, де до 18 липня проходив ремонт. 20 липня корабель полишив Сурабаю та 2 серпня прибув до Куре для повноцінного відновлення, що тривало до 14 жовтня. При цьому підсилили зенітне озброєння за рахунок встановлення спареної 127-мм установки та двох строєних установок 25-мм автоматів. Водночас демонтували дві гармати головного калібру та катапульту для літака.
19 – 26 жовтня 1943-го Кіну здійснив перехід до Сінгапуру, куди доставив війська та припаси. Протягом наступного року (аж до своєї загибелі) крейсер знову ніс службу у Південно-Східній Азії, де відвідав (деякі не по одному разі) якірну стоянку Лінгга (поблизу Сінгапура), Малакку (західне узбережжя однойменного півострова), Пенанг, Сабанг, Батавію, Сурабаю, Таракан, острів Бангка (біля північно-східного узбережжя Суматри), Балікпапан.
З 30 грудня 1943 по 8 січня 1944 Кіну здійснював проведення на буксирі з Таракану до Сінгапура пошкодженого танкеру «Хаятомо» (був атакований підводним човном ще на початку жовтня), а потім до 16 січня сам пройшов короткостроковий ремонт у Сінгапурі. 23 -25 січня Кіну разом зі ще 2 легкими та 1 важким крейсером у супроводі есмінця здійснив рейс для доставки військ до Порт-Блер на Андаманських островах, а 27 січня прибув звідти до Пенангу, при цьому того ж дня довів на буксирі до Ангса-Бей (західне узбережжя півострова Малакка) пошкоджений легкий крейсер «Кітакамі» (який також брав участь у поході на Андаманські острова та при поверненні був атакований британським підводним човном). З 30 січня по 1 лютого Кіну здійснював проведення "Кітакамі" на буксирі з Ангса-Бей до Сінгапура, при цьому на першому етапі переходу їх супроводжував один есмінець, а на завершальному приєднався і другий.
27 лютого 1944-го Кіну разом зі ще одним легким крейсером та 3 есмінцями вийшов із Сінгапура щоб ескортувати 3 важкі крейсера, які мали вийти у рейд до Індійського океану для дій на комунікації між Аденом та австралійським Фрімантлом. 1 березня загін пройшов через Зондську протоку між Суматрою та Явою, після чого важкі крейсери попрямували у відкритий океан. Ескорт повернувся до Індонезії, зокрема, легкі крейсери прибули 3 березня до Батавії. 6 березня вони вийшли звідси та прибули в район протоки Ломбок (веде до Індійського океану на схід від Яви). Тут їх виявив американський підводний човен, що дало командуванню союзників підстави припустити, що якісь японські кораблі вийшли для дій у океані (прохід загону 1 березня через Зондську протоку виявився непоміченим союзниками). Як наслідок, за пару днів випустили наказ всім судам в районі можливого японського рейду змістити маршрути на південь та захід, так що у підсумку важким крейсерам вдалось потопити лише один транспорт. 15 березня Кіну разом зі ще 1 легким крейсером та 5 есмінцями зустріли та провели важкі крейсери через Зондську протоку, після чого загін прибув до Батавії.
2 квітня 1944-го Кіну разом зі ще одним легким крейсером та одним важким крейсером під охороною 3 есмінців вийшли з Сінгапура для перевезення боєприпасів. 4 квітня вони прибули до Балікпапану, звідки вирушили наступної доби – два інші крейсери до Таракану, а Кіну до Давао (на південному узбережжі філіппінського острова Мінданао). 13 – 17 квітня Кіну здійснив перехід на Сайпан (Маріанські острова), де прийняв війська та 23 квітня 1944-го разом зі ще одним легким крейсером та двома есмінцями вирушив на захід Каролінських островів. 25 квітня загін прибув на Палау, після чого Кіну відділився та 27 квітня досягнув Токобає на східному узбережжі острова Целебес, де висадив доправлених бійців (інші кораблі загону рушили з Палау до острова Сонсорол, дещо більш ніж за три сотні кілометрів на південний захід від Палау, де другий легкий крейсер "Юбарі" загинув від атаки підводного човна). 1 травня Кіну був вже у Таракані і протягом місяця здійснив кілька виходів для ескортування танкерів біля східного узбережжя Борнео.
30 травня 1944-го Кіну разом з важким крейсером та 3 есмінцями вийшов з Таракану та наступної доби прибув до Замбоанги (західне узбережжя острова Мінданао), де прийняв на борт війська. Це було пов’язане із планами по протидії ворожим силам, які наприкінці травня висадились на острів Біак біля північно-західного узбережжя Нової Гвінеї. 1 червня загін прибув до Давао, а наступної доби вийшов звідси до Біаку. 4 червня кораблі зайшли до Соронгу (північно-західне завершення Нової Гвінеї), де висадили частину військ, а 5 числа рушили далі на схід. Втім, тієї ж доби рейс до Біаку скасували через присутність ворожих сил. 8 – 9 квітня кораблі побували на Амбоні для проведення дозаправки, потім перейшли до північно-західного завершення Нової Гвінеї, а 11 червня прибули до острова Бачан (біля південно-західного завершення значно більшого острова Хальмахера), де зібралось кілька японських загонів, які сформували значне угруповання для операції по допомозі Біаку.
Втім, 12 червня 1944-го американці розпочали атаку на Маріанські острова, які розглядались японським командуванням як складова частина основного оборонного периметру Імперії. Головні сили японського флоту вийшли для контратаки, після чого більшість кораблів з Бачану рушила 13 червня для з’єднання з ними. Водночас, Кіну, важкий крейсер та один есмінець попрямували 14 числа до якірної стоянки Багка (біля північно-східного півострова острова Целебес), куди прибули 18 червня. Вони перебували тут до 25 червня, а тому не брали участі у битві 19 – 20 червня у Філіппінському морі, в якій японці зазнали важкої поразки.
25 червня – 2 липня 1944-го Кіну прослідував до Сінгапуру, де до 24 липня проходив ремонт. 7 – 11 серпня разом з двома есмінцями крейсер здійснив транспортний рейс з якірної стоянки Лінгга через Бруней до Маніли, після чого вирушили до Палау у супроводі одного есмінця. 20 серпня, коли ці кораблі вже здійснювали зворотній перехід до Маніли, їх спрямували для пошуків членів екіпажу легкого крейсера "Наторі", який був потоплений підводним човном. Втім, їм не вдалось відшукати вцілілих (більша частина з них зможе добратись на рятувальних човнах до Мінданао, а менша після кількох тижнів перебування у морі буде підібрана американцями). 25 серпня – 2 вересня Кіну у супроводі одного есмінця прослідував з Маніли до Лінгга. 11 жовтня на цій якірній стоянці Кіну зіткнувся з важким крейсером «Аоба», при цьому обидва кораблі отримали лише незначні пошкодження.
18 жовтня 1944-го головні сили японського флоту полишили Лінгга для підготовки до протидії неминучій ворожій атаці на Філіппіни. Вони прослідували через Бруней, після чого розділились. 16-та дивізія крейсерів не прийняла участі у головній атаці, а була виділена для доставки підкріплень на острів Лейте, на який висадились союзники. 21 жовтня Кіну та важкий крейсер «Аоба» вийшли з Брунею до Маніли, при цьому 23 числа за сотню кілометрів від входу до Манільської бухти підводний човен торпедував «Аоба», після чого Кіну привів його 24 жовтня на буксирі до Маніли.
24 жовтня 1944-го Кіну та один есмінець вирушили до Кагаяну на острові Мінданао, де мали прийняти війська для перевозки. На переході вони були атаковані літаками з авіаносців USS Essex та USS Lexington і хоча самі кораблі зазнали лише легких пошкоджень, унаслідок обстрілу на Кіну загинуло 47 моряків. 25 жовтня Кіну прибув у Кагаян, де прийняв три з половиною сотні бійців і тієї ж доби рушив далі. Вранці 26 жовтня у протоці Джінтото (між островами Панай та Масбате, веде із моря Сібуян до моря Вісаян) кораблі атакувала майже сотня літаків. Пілоти з авіаносця USS Manila Bay уразили Кіну двома бомбами, а також потопили есмінець. В подальшому у машинне відділення крейсера влучила третя бомба і він втратив хід. За три години по цьому до місця бою прибули швидкохідні транспорти, які рушили з Кагаяну до Лейте дещо раніше за загін Кіну. Вони зняли з крейсера більшість із восьми сотень осіб, при цьому під час повітряних атак на кораблі загинуло 83 чоловіка. Ще за півгодини Кіну затонув.
15 липня 1945-го американські водолази обслідували Кіну та підняли з нього документи та кодувальні машини.